# 荣州 (四川)
荣州，中国唐朝时设置的州。
武德元年（618年），以资州析置荣州，治所在公井县（今四川省自贡市贡井区）。荣州取荣德山为名。武德六年（623年）移治大牢县（今四川省荣县西南），永徽二年徙治旭川县。土贡：紬、班布、葛、利铁、柑。户五千六百三十九，口万八千二十四。管六县：旭川县、资官县、和义县、威远县、公井县、应灵县。属于剑南道。北宋时，属于梓州路，南宋属于潼川府路，紹熙年間升格為紹熙府。明朝洪武九年（1376年），降荣州而名荣县。 
| 唐朝荣州辖县 | 唐朝荣州辖县                                                                     |
| ------------ | -------------------------------------------------------------------------------- |
| 618年        | 公井县、威遠县、大牢县                                                           |
| 627年        | 公井县、威遠县、大牢县（增旭川县、婆日县、至如县）                               |
| 628年        | 公井县、威遠县、大牢县、旭川县、婆日县、至如县（隆越县来属）                     |
| 632年        | 大牢县（改治）、公井县、威遠县、隆越县、旭川县、婆日县、至如县（资官县来属）     |
| 633年        | 大牢县、公井县、威遠县、旭川县、资官县（和义县来属，废除隆越县、婆日县、至如县） |
| 651年        | 旭川县（改治）、大牢县、公井县、威遠县、资官县、和义县                           |
| 742年        | 旭川县、大牢县（改名应灵县）、公井县、威遠县、资官县、和义县                     |

唐朝荣州刺史
- 柳奭（655年—657年）
- 于志宁（659年）
- 李无或（669年—671年）
- 房先忠（680年）
- 周轨（武后时）
- 召弘安（696年之后）
- 樊偘（开元初年）
- 皇甫恂（716年）
- 高智静（开元年间）
- 李璿（开元年间）
- 薛高丘（732年）
- 元无汦（开元年间）
- 韦玠（大历年间）
- 段谔（建中年间）
- 李晁采（788年）
- 陈当（810年之前）
- 王源茂（元和年间）
- 郑操（846年—847年）
- 郑珤（大中初年）
- 李弘度（大中、咸通年间）
- 盾（咸通年间）
- 郭涣